# Змеу
Змеу (рум. Zmeu) — село у повіті Ясси в Румунії. Входить до складу комуни Лунгань.
Село розташоване на відстані 317 км на північ від Бухареста, 31 км на захід від Ясс.

## Населення
За даними перепису населення 2002 року у селі проживали 1483 особи.
Національний склад населення села:
| Національність | Кількість осіб | Відсоток |
| -------------- | -------------- | -------- |
| румуни         | 988            | 66,6%    |
| цигани         | 495            | 33,4%    |

Рідною мовою назвали:
| Мова      | Кількість осіб | Відсоток |
| --------- | -------------- | -------- |
| румунська | 996            | 67,2%    |
| циганська | 486            | 32,8%    |